# Pleurocrypta microbranchiata
Pleurocrypta microbranchiata is een pissebed uit de familie Bopyridae. De wetenschappelijke naam van de soort is voor het eerst geldig gepubliceerd in 1898 door Georg Ossian Sars.